# Colegio San Francisco (Palma)
El colegio San Francisco (o en catalán Sant Francesc) es un colegio concertado fundado en 1952 por la Tercera Orden de San Francisco (TOR) en el Convento de San Francisco, construido en el 1281 por la Orden Franciscana. Está situado en Palma de Mallorca.

## Historia

### Fundación delConvento de San Francisco
Tras el fin de la reconquista de Mallorca (1229-1231) de Jaime I de Aragón, en 1232 desembarcaron en la isla los primeros cinco frailes franciscanos provenientes de Roma.
A continuación, el monarca se encargó personalmente de facilitarles un espacio, asentándose en un convento en la calle Sant Miquel, en el lado norte del centro histórico. 

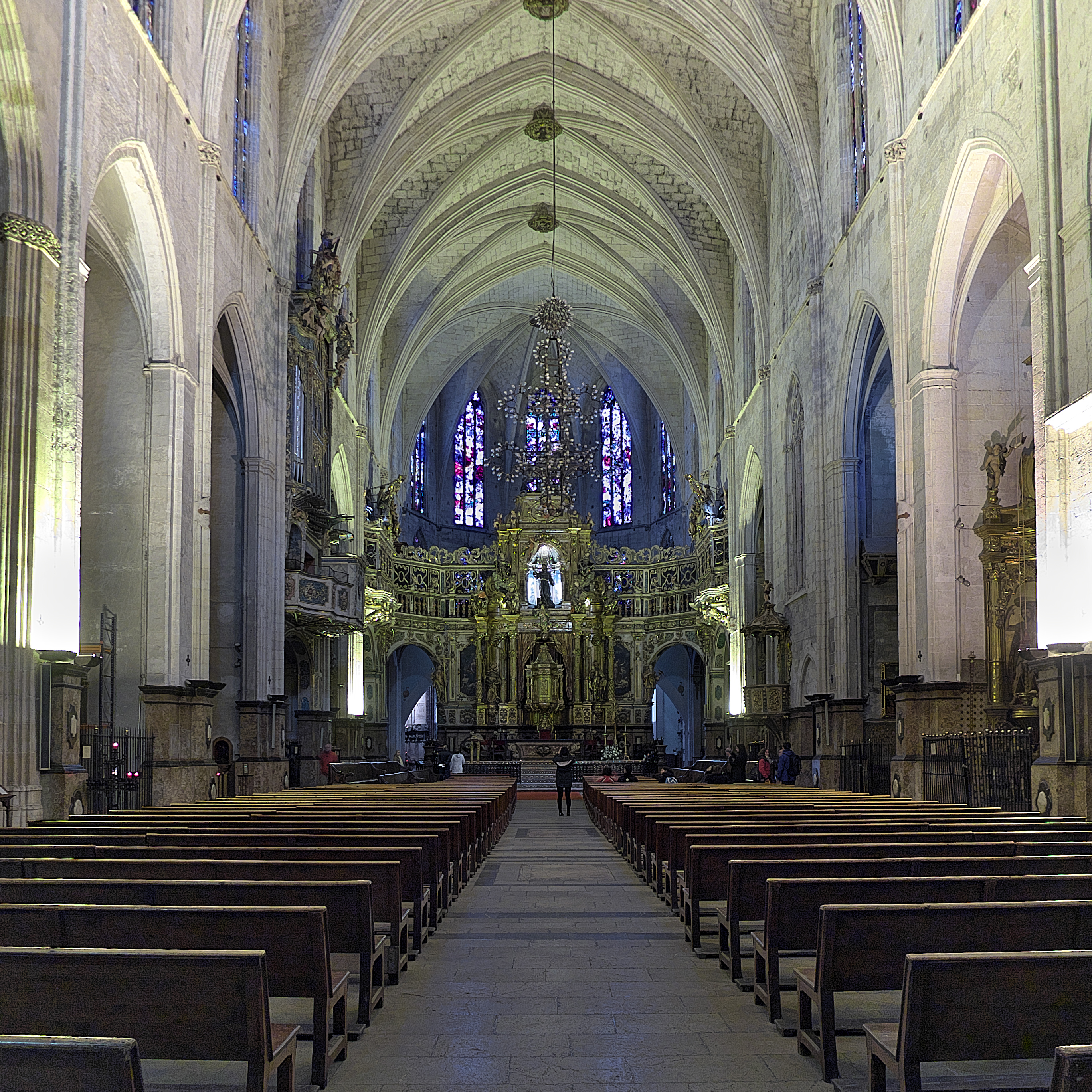
Interior de la Basílica de San Francisco con el retablo mayor rematado por una imagen en el fondo de San Jorge a caballo sobre un dragón.

Hacia el 1270-78, los franciscanos efectuaron una permuta con las monjas de Santa Margalida para el intercambio de conventos. Aunque no hay constancia de que los franciscanos ocuparan la nueva ubicación (plaza del Mercat) nunca, ya que, en 1281 se emprendió la construcción de la actual iglesia dedicada a las "Las Llagas de San Francisco".
Paralelamente al proyecto en el centro de la Ciutat de Mallorca, tras unas conversaciones con Ramon Llull, Jaime II de Mallorca financió económicamente la creación de un colegio franciscano en Valdemosa con el objetivo de Llull de formar religiosos misioneros y de convertir a adeptos al islam, el Colegio de Miramar. Aunque esté estuvo activo únicamente en el corto periodo de 1276-1299, devolviéndole los terrenos a los cistercienses.
Bajo la conocida protección del monarca a los franciscanos, la Iglesia de San Francisco fue abierta al culto en 1317 pero no se consagró hasta 1385, ya que, tardó 100 años en completar la imponente bóveda. Está formada por una nave central cubierta por bóvedas de crucería y 8 capillas laterales de estilo gótico. 

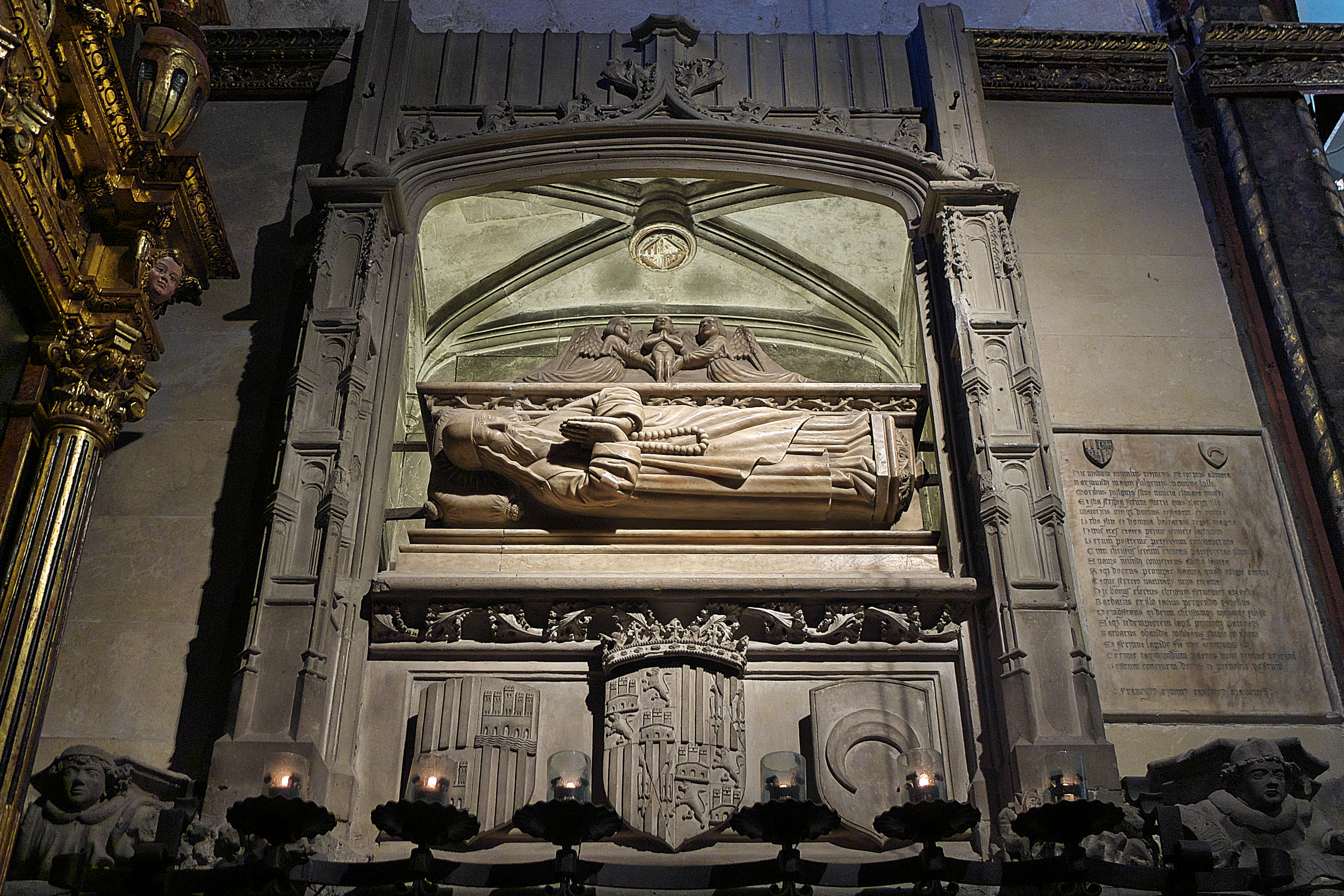
Sepulcro de Ramón Llull en la Basílica de San Francisco. Fue esculpido por Francisco Sagrera en 1487.

Además, en esta está enterrado el filósofo, teólogo y misionero mallorquín, Ramón Llull, debido a su relación con la orden, modificando así la intención inicial de enterrarlo en la vecina parroquia de Santa Eulalia donde descansaban los restos de sus familiares.

### Expansión comunidad de franciscanos en Mallorca
En torno al 1310, se construyó junto a esta un gran claustro de forma trapezoidal en el que destacan las finas columnas y arquerías lobuladas único en el contexto de la Corona de Aragón formando un gran convento, el cual, recibió el privilegio real para obtener agua de la Síquia de la Vila, almacenándola en un aljibe bajo el claustro

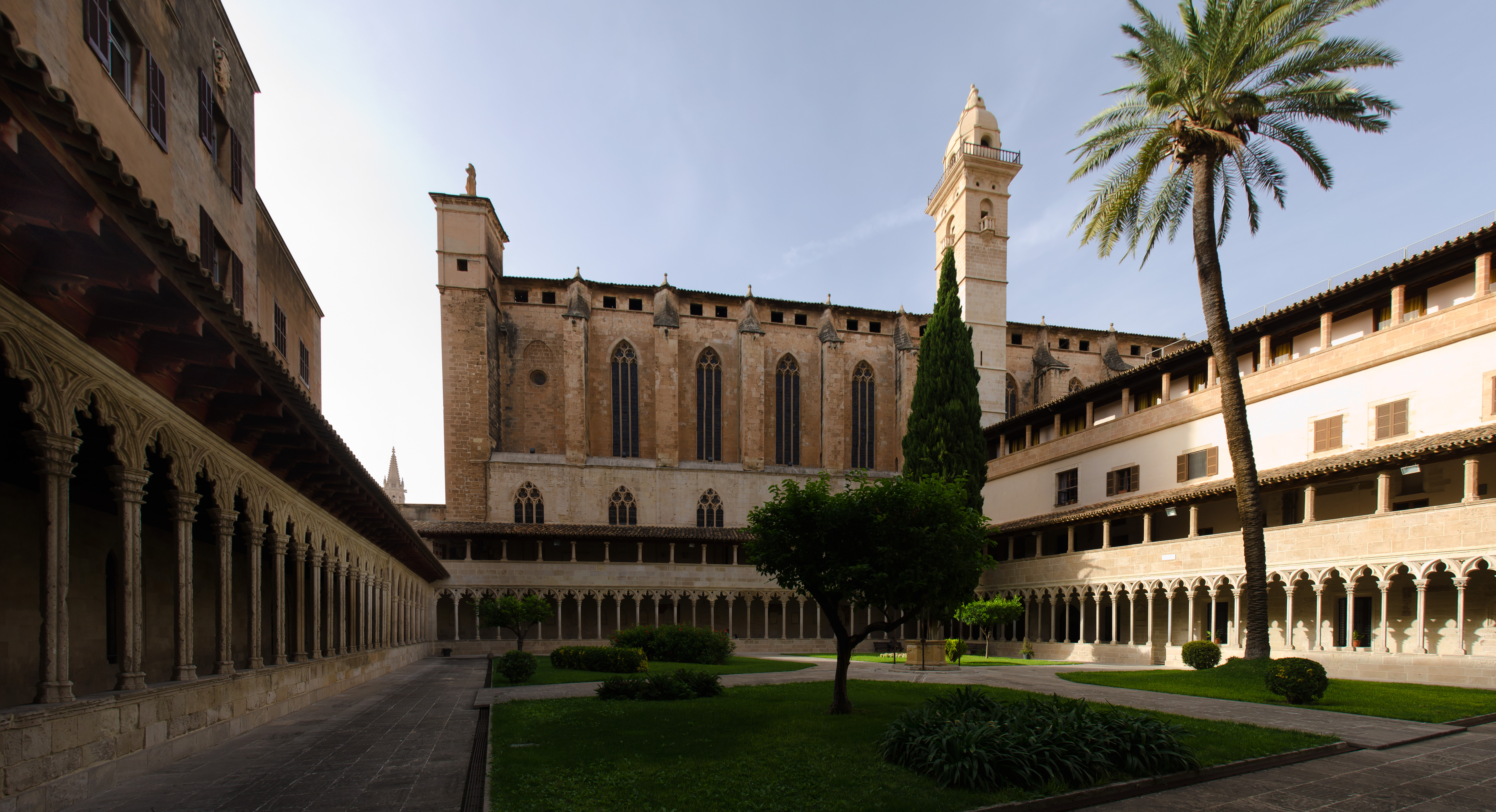
Claustro del Convento de San Francisco.

Además, el Convento de San Francisco recibió, junto a los dominicanos, derechos de sepultura. Por lo que, debido a la relevancia social y prestigio que los franciscanos cogieron en la sociedad mallorquina, numerosas familias nobles solicitaban su entierro en el convento. Esto provocó algunas tensiones con el clero secular y el Obispado de Mallorca. 
Tras años de expansión de la actividad social y apostólica en los actos litúrgicos de la ciudad, los franciscanos fundaron nuevos conventos alrededor de la isla de Mallorca: en 1329 el convento de san Francisco de Inca en Inca, en 1441 el convento de Jesús en los extramuros de Palma, en 1536 el convento de Santa María de Jesús en Alcudia, en 1581 el convento de San Antonio de Padua en Artá, en 1550 el convento de Lloret de Vistalegre en Lloret, en 1599 el convento de Sant Bonaventura en Lluchmayor y en 1607 el convento de San Bernardino en Petra.
Tras la caída de un rayo en el Convento de San Francisco en 1580, se tuvo que reconstruir la original fachada gótica por Pedro Horrach y Francisco de Herrera. Además, el vidriero Pedro Comas, esculpió un precioso rosetón. El nuevo pórtico principal fue remodelado siguiendo el estilo barroco que llegó a Mallorca en esa época con elementos como las columnas salomónicas, una recargada decoración con ángeles y frutos y las imágenes de Santo Domingo y San Francisco. El tímpano del pórtico está presidido por una imagen de la Inmaculada Concepción, flanqueada por Duns Scoto y Ramón Llull y coronado por una imagen de San Jorge.
Esta última imagen era muy venerada por la nobleza mallorquina, ya que, daba nombre a la cofradía en la que desde 1460 se agrupaban, la Cofradía de San Jorge. Por ello, durante décadas la agrupación nobiliaria de la isla realizaba numerosos actos solemnes en el Convento.
Tras su paso por el convento de San Bernardino en Petra, en 1728 san Junípero Serra estudió filosofía en el Convento de San Francisco de Palma, sintiéndose llamado posteriormente a la vocación religiosa para servir de misionero por las Américas.
El número de franciscanos en la isla continuó aumentando exponencialmente durante siglos, llegando a haber un total de noventa y cinco franciscanos en el convento palmesano entre los años 1780 y 1823.

### Expulsión de los franciscanos

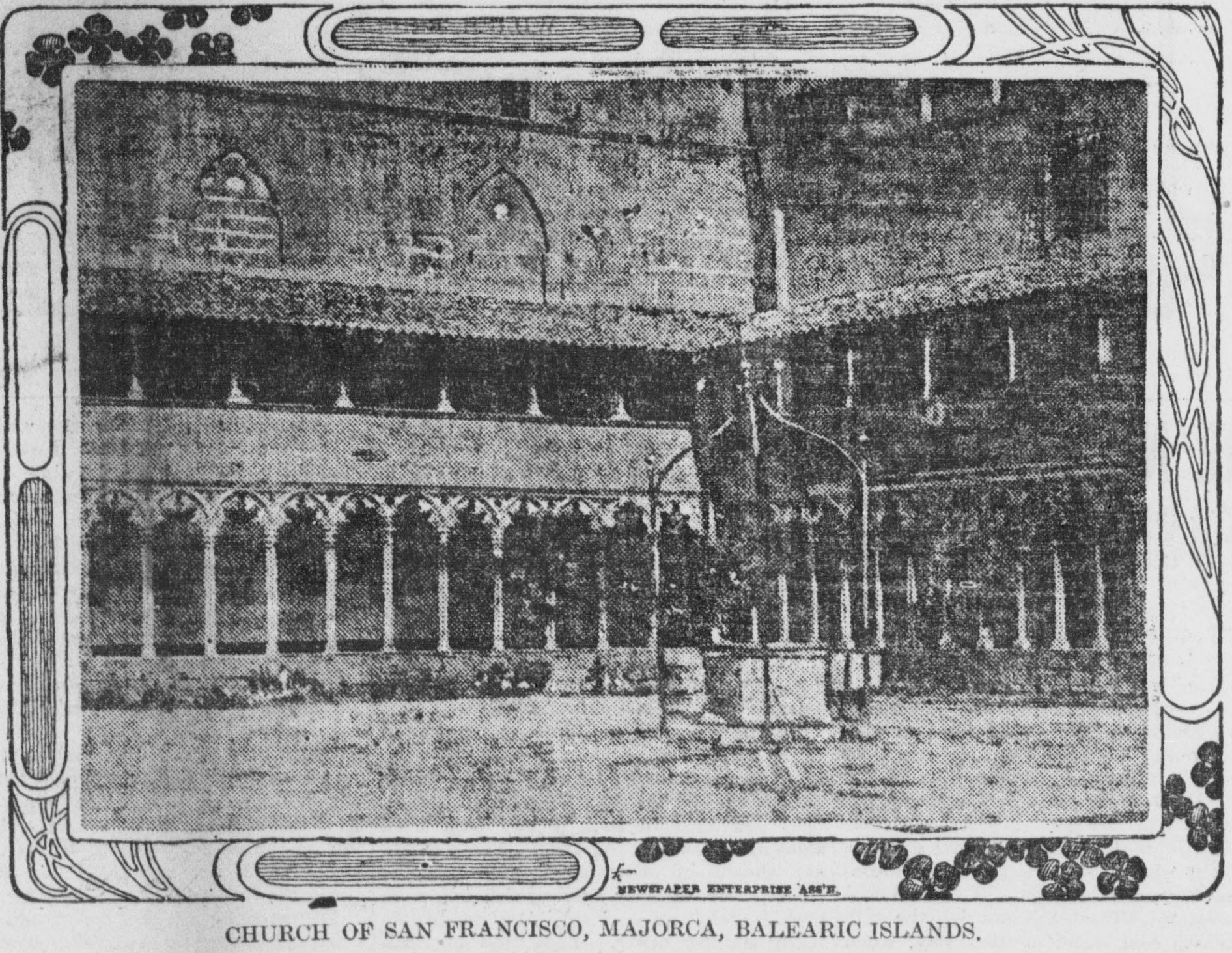
Claustro del Convento de San Francisco en 1904 antes de ser devuelto a los franciscanos TOR.

En 1836, en convento sufrió las consecuencias de la desamortización de Mendizábal de 1836, a partir de la cual, funcionó como prisión y cuartel militar.

### SigloXXy fundación del colegio
Tras el Concordato de 1851 entre España y la Santa Sede, los franciscanos pudieron volver a Mallorca y recuperar la actividad religiosa. estableciéndose en 1906 en el Convento de San Francisco una comunidad de franciscanos de la Tercera Orden (TOR).
Cabe mencionar que anteriormente el convento fue declarado Monumento Nacional por una Real Orden de Alfonso XII en 1881, salvaguardándose de la destrucción de instalaciones religiosas en el siglo XIX.

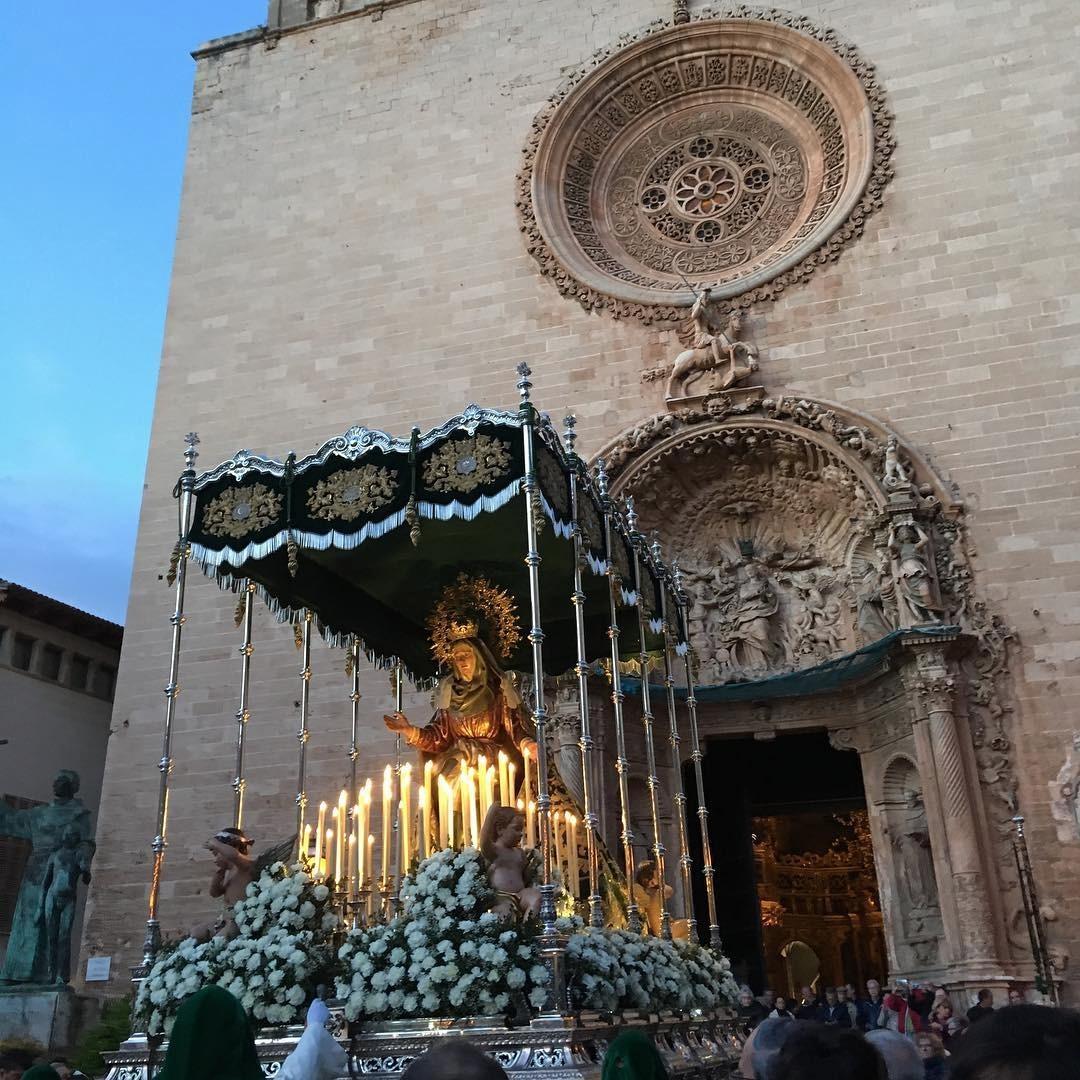
Paso de la Virgen de la Esperanza, obra del escultor Josep Viladomat y Massanes de Barcelona, de la cofradía homónima saliendo de la Basílica de San Francisco. Fue bendecido en 1954 por el obispo de Mallorca D. Juan Hervás Benet en la basílica. Sus padrinos fueron doña Leonor Servera de March y su hijo D. Bartolomé March Servera.

En 1924, un grupo de personas encabezados por Bartolomé Crespí Cladera decide fundar la Confraria de Nostra Senyora de l'Esperança i de la Pau para participar en las procesiones de la Semana Santa de Palma. Inicialmente esta vestía un hábito compuesto por una túnica verde, capa blanca y capirote con antifaz negro, aunque tras una reorganización de la cofradía en 1930 de la mano de la familia March-Servera se modificó a una túnica y capa de lana de merino blanca con cíngulo de seda verde, capirote de terciopelo verde y escudos de plata.
En 1930, el padre Miguel Alorda (T.O.R.) también funda la Confraria de la Joventut Seràfica de Sant Francesc, la cual, a diferencia de la ornamentación y vistosidad de otras cofradías palmesanas existentes, esta regía un humilde hábito diseñado por Francesc Salvà de l'Allapassa i Ripoll de color ceniza ceñido por un cordón franciscano, una cruz formada por dos ramas sin pulir y un antifaz.
Durante  la guerra civil española se aprovechó el acceso subterráneo al aljibe para crea unas galerías y pasadizos con el objetivo de crear un refugio antiaéreo para proteger a la población civil de los bombardeos del bando republicano. Tras el fin de la guerra y el resurgir de la comunidad de franciscanos T.O.R., estos inauguran en 1939 una Escuela de Primera Enseñanza formando a numerosas generaciones de mallorquines en sus aulas.
En 1943, el Papa Pío XII proclama a la iglesia del Convento de San Francisco como basílica menor.

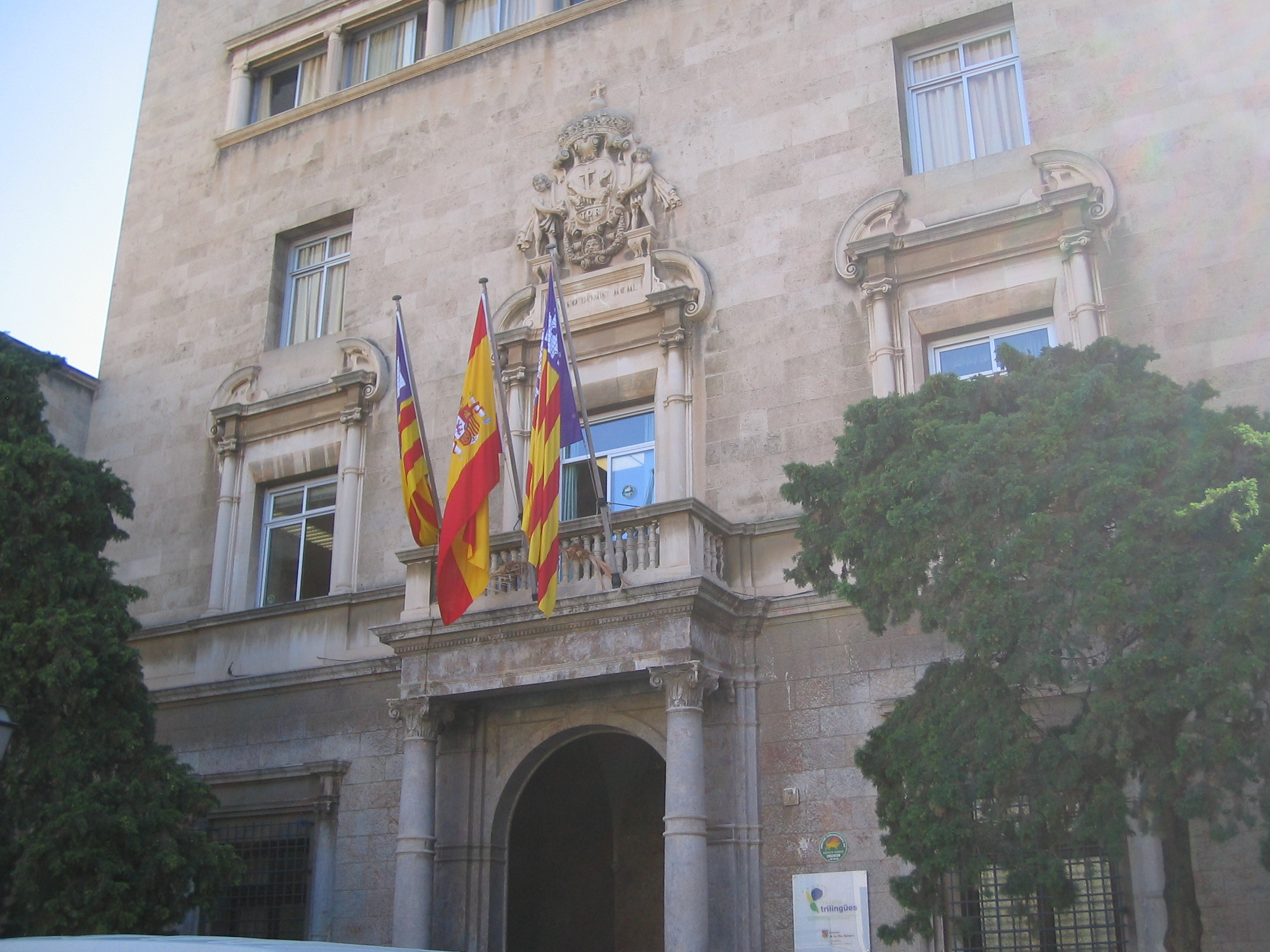
Entrada del edificio del colegio anexo a la Basílica de San Francisco.

En 1952, el rector P. Antonio Bauzá funda oficialmente el Colegio San Francisco en un edificio construido por Marcos Ferragut de forma anexa a las instalaciones del convento (iglesia y claustro) siendo este bendecido por el cardenal Francisco Spellman.
El 4 de febrero de 1981, el Consejo Insular de Mallorca declaró Convento de San Francisco como Bien de Interés Cultural (BIC) para reconocer el patrimonio histórico presente.